# Cabrales (Spanje)
Cabrales is een gemeente in de Spaanse provincie en regio Asturië met een oppervlakte van 238,29 km². Cabrales telt 2.033 inwoners (1 januari 2016).
Cabrales is bekend om de gelijknamige kaas.

## Demografische ontwikkeling
Bron: INE, 1857-2011: volkstellingen